# Civil Service Football Club
Maillots
Dernière mise à jour : 15 mai 2012.
Civil Service Football Club est un club de football base à Londres. Originellement, le club pratique indifféremment le rugby à XV et le football. Les deux sports se séparent pour créer deux entités différentes à la fin du XIXe siècle. De ce fait le Civil Service est avec le Blackheath Football Club un des deux clubs qui peuvent se réclamer d’être à l’origine de la fondation tant de la fédération anglaise de football que de la fédération anglaise de rugby à XV.

## Histoire

### Deux footballs à l’origine de la fondation du club
En 1863, le nouvellement créé Civil Service Football Club joue au football sous les deux codes alors en vigueur : le football Association et le rugby rules. Les sources signalent ainsi que le club a le même type de fonctionnement que d’autres clubs de l’époque comme le Clapham Rovers Football Club. On ne sait pas avec exactitude quand les deux façons de pratiquer le football se séparent pour former deux clubs différents. Néanmoins le club est encore en 1871 lorsqu’il participe à la création du Rugby Football Union, et ce même s'il n’a pas envoyé de membre au comité inaugural. Toutefois, en 1892, des sources contemporaines font référence aux Clapham Rovers comme club unique pratiquant les deux codes, ce qui signifie que le Civil Service a déjà acté la scission en son sein.

### Le football
Le Civil Service FC est un des douze clubs fondateurs de la Fédération anglaise de football le 28 octobre 1863. Il est représenté au meeting fondateur par M. Warne du Ministère de la Guerre, c’est pourquoi le club est régulièrement nommé War Office Club par les historiens des premières années du football. Le Civil Service est ensuite un des quinze premiers clubs de la toute première édition de la coupe d'Angleterre de football en 1871-1872.
Plusieurs de ses membres ont un rôle prééminent dans l’organisation de la première rencontre entre l’Angleterre et l’Écosse en 1870. Le capitaine du onze écossais est James Kirkpatrick. Cinq autres joueurs du club disputent la rencontre, trois dans les rangs des Écossais et deux parmi les Anglais,,.